# Tipográfia
A tipográfia nyomtatott betűkkel foglalkozó szakma és művészeti ág, melynek célja olyan írásképet kialakítani a betűtípusok és betűcsaládok alkalmazásával, mely egyszerre esztétikus és célszerű. Modernebb megfogalmazásban az információ megjelenítésének, valamilyen síkban megjelenített, szabályrendszere (a mozgóképek nem tartoznak ide, de egy elektronikus kijelzőn vagy olvasón megjelenített tartalom igen).
A tipográfia nagyrészt a tudományos kutatásokra támaszkodik (emberi agy reakciói a különböző hatásokra, mint például a vörös szín vagy egy tollal rajzolt nemi szerv), melynek segítségével el lehet érni a kívánt hatást, ezzel is segítve a megértést.
A szó görög eredetű – τυπος (tüposz): vert vagy vésett ábra, γραφω (graphó): írni. A mai értelemben a 16. század közepétől használják, előtte a scrivere sine penne (toll nélküli írás) kifejezést használták.
A tipográfia szó sok mindent jelentett az idők során: betűtervezést, betűmetszést, nyomdászatot, nyomdai úton történő sokszorosítást. Ma a magyar nyelvben csak a betűkkel való tervezést, a szöveges közlés megformálását, szöveg és kép együttes elrendezését nevezzük tipográfiának.

## Története
A nyugati tipográfia története Gutenbergig és a nyomtatásban használható mozgatható betűk feltalálásáig nyúlik vissza, de az írásképek kialakítása már évezredekkel ezelőtt külön művészeti és tudományos feladatot adott az embereknek.

## Szabályai
A tipográfiába tárgykörébe nem tartozik a szöveg tartalmának a meghatározása. Célja az erre épített kinézet megalkotása, ami segíti a megértését.
Minden olyan elem, ami olvasás nélkül megállapítható, a tipográfia tárgyát képezi. Példák erre: színek, ábrák, központozási jelek, kisbetű-nagybetű, sorköz, betűtípus, képek, tördelés stb.
A konkrét tipográfiai szabályok egy része megtalálható A magyar helyesírás szabályaiban, más része viszont csak nyomdászati szakkönyvekben.

## Betűtípusok, betűcsaládok
A betűtípus azonos grafikai elven megtervezett ábécé.
A betűtípusok tízes csoportosítása:
1. Velencei és reneszánsz antikvák
2. Barokk antikvák
3. Klasszicista antikva
4. Talpatlan és egyéb antikvák
5. Talpatlan lineáris antikva (groteszk)
6. Betűtalpas lineáris antikva (egyptienne, ejtsd /e.ʒip.sjɛn/)
7. Írott betűk
8. Dísz- és reklámbetűk
9. Fraktur típusok
10. Idegen betűtípusok

Az egyes típusokon belül a betűknek nevük van (Times, Dutch, Swiss, Courier, Garamond, Bodoni stb.), a betűalak és a vonalvastagság további alcsoportokat alkot.
A betűtípusok kor szerinti csoportosítása:
Könyvekben, újságokban, plakátokon naponta találkozhatunk az írás apró elemeivel: a betűkkel. A történelmi korokban a betű alakját, így az írás képét is alapvetően az íróeszköz határozta meg. Régebbi íráselőzmények: egyiptomi, mezopotámiai, sínai ősformák (krétai), föníciai (ebből alakult ki a héber és arab íráskép), görög (ebből alakult ki a cirill, etruszk és rúna írásformák). A római írásból alakultak ki az európai írásformák, sőt a nyomtatás során alkalmazott betűtípusok is.
- római kapitális 1. sz. (kapitális kvadráta, rusztika, unciális és félunciális, 2-5. sz.)
- római kurzív
- minuszkula 8-13. sz. (karolingi, gótikus)
- gótikus textúr 12. sz.
- humanista antikva 14. sz.
- humanista kurzív
- reneszánsz 15-16. sz.
- barokk 17-18. sz.
- klasszicista 18-19. sz.
- eklektikus 19. sz.
- szecessziós 20. sz.
- konstruktivista 1920-as évek
- groteszk talpatlan (Groteszk betűk rajzolata: optikailag minden vonaluk azonos vastagságú. Tehát, talpas betű is lehet groteszk.)
- talpas lineáris
- art deco
- díszbetűk 1970-es évektől (ide sorolhatók a graffiti- és plakátbetűk is)

A ma is használt íráskép a karolingi minuszkulával vette kezdetét. Nagy Károly 781-ben ismerkedett meg Alkuin szerzetessel. Az angol szerzetes iskolát rendezett be Tours-ban. Itt hallgatta maga az uralkodó és egész családja Alkuin előadásait. Nemcsak hivatalnokokat, hanem könyvmásolókat is nevelt, és ezzel döntő szerepe volt az új betűforma, a karolingi minuscula megteremtésében. Már az uncialéban találunk nyomokat a kisbetű felé, a féluncialé további lépést jelentett, Alkuin pedig végérvényesen kialakította a latin írás kisbetűjét, amelyet nálunk és a latin betűkkel író országokban ma is használnak.

## Betűstílusok
Betűformák, -alakok
A következő betűformák elterjedtek:
- kisbetű (kurrens, minuszkula): a betűszemek a nagybetű magasságát nem érik el; alacsonyabbak
- nagybetű (verzál, álló, majuszkula): a betűszemek függőlegesen állnak
- régi stílusú (Old Style): a betűszemek – különösen számjegyek – függőlegesen ugrálnak
- dőlt: a betűszemek jobbra dőlnek
- döntött (Slanted): a betűk megdöntöttek
- kurzív v. dőlt (Cursive v. Italic): a betűk kézírást utánozva jobbra dőlnek
- függőlegesre felállított (Upright): a dőlt kurzív betűszemek írott alakja megmarad, de visszaállították függőlegesre
- visszafelé dőlt (Backslant v. Lefty): a slanted ellentéte; a betűk balra dőlnek
- kiskapitális: a kisbetűk nagybetűkkel írottak, de kisbetű magasságig érnek. Vastagságuk a kisbetűk vastagsága

PFM családok
A következő PFM családok elterjedtek:
- Serif: Talpas.
- Sans-Serif: Talpatlan.
- Monospace: Állandó szélességű.
- Script: Kézírást utánzó.
- Decorative: Dekoratív.

Betűkövérség
A következő betűkövérségek (Weight Class) elterjedtek (A betű magasságának és az azt alkotó szár vastagságának aránya.):
- 100: Vékony (Thin)
- 200: Extrakönnyű v. e. világos (Extra-Light)
- 300: Könnyű v. világos (Light)
- 400: Könyv (Book). Általában ez illik könyvbe; regular.
- 500: Közepes (Medium). Általában ez a regular.
- 600: Középkövér (Demi-Bold)
- 700: Kövér (Bold). Általában ez a félkövér (semi bold).
- 800: Nehéz (Heavy)
- 900: Extranehéz (Black). Általában ez az extra bold.

Betűvastagság
A következő betűvastagságok (Width Class) elterjedtek. (A betű magasságának és szélességének aránya. Párosul a sűrűbb szedéssel is [szűkebb kerning].):
- Ultra-Condensed (50%)
- Extra-Condensed (62,5%)
- Condensed (75%) – kondenz, keskeny
- Semi-Condensed (87,5%)
- Medium (100%) – normál, antikva
- Semi-Expanded (112,5%)
- Expanded (125%)
- Extra-Expanded (150%) -széles (wide)
- Ultra-Expanded (200%)

## A betűk méretei,tipográfiai mértékrendszer

### Didot-rendszer
A betűfokozatok méreteit tipográfiai pontban adtuk meg. A pont a francia F. Didot és a német H. Berthold által kidolgozott tipográfiai mértékegység (a méter 2660-ad része, kb. 0,376 mm). A legkisebb betűméret az egypontos (nyolcad petit).
- 1 pont: nyolcadpetit
- 2 pont: negyedpetit (non plus ultra)
- 3 pont: negyedciceró (briliáns)
- 4 pont: gyémánt (diamant, fél petit), azaz 1,504 mm
- 5 pont: gyöngy (perl, parisienne), azaz 1,880mm
- 6 pont: nonparel (nonpareille, fél ciceró), azaz 2,256 mm
- 7 pont: kolonel (colonel, kispetit), azaz 2,632 mm
- 8 pont: petit, azaz 3,009 mm
- 9 pont: borgisz, azaz 3,385 mm
- 10 pont: garmond (korpusz), azaz 3,761 mm
- 11 pont: kisciceró (rajnai)
- 12 pont: ciceró
- 14 pont: mittel (mediális)
- 16 pont: tercia
- 18 pont: másfél ciceró (parangon)
- 20 pont: text (textus)
- 24 pont: két ciceró
- 28 pont: két mittel
- 32 pont: két tercia (kiskánon)
- 36 pont: három ciceró (kánon)
- 40 pont: két text (nagykánon)
- 48 pont: négy ciceró (konkordansz vagy misszále)
- 54 pont: négy és fél ciceró (nagymisszále)
- 60 pont: öt ciceró (szabon)

Az em (kvirt) és az en (félkvirt) is tipográfiai hosszmértékek (a betűk egymáshoz viszonyított szélessége alapján), az aktuális betűtípus és fokozat „m” és „n” betűjének szélességével azonosak. (Létezik a negyed kvirt is, ez egy i betűnyi szélességű.) Ebből is látszik, hogy értékük nem állandó, hanem függ a használt betűtípustól és -fokozattól. Ezen mértékkel mérjük például a kis- és nagyszóközök méretét, melyek neve „en-szóköz” és „em-szóköz”, és alapegységük 1 en illetve 1 em.

### Angol–amerikai rendszer
Az angolszász területeken az angolszász pont (pica point) az elterjedt, ami közel azonos a Didot-ponttal, egész pontosan 1 pica point = 0,938 Didot-pont. Szokás még a pont tizenkétszeresét is mértékegységként használni, ami a Didot-pontnál egy ciceró (= 4,511 mm), a pica pontnál pedig egy pica (= 4,217 mm), ami hozzávetőleg a hüvelyk (inch, 25,4 mm) egyhatoda. A helyzetet tovább bonyolítja, hogy a PostScript oldalleíró nyelv, ami a pica mértékegységére épül, kissé más pontot használ, készítői ugyanis kerekítettek. Így egy hüvelykben pontosan 6 pica, illetve 72 pont helyezkedik el, szemben a tradicionális 72,27-dal. Tehát egy PostScript pica 4,233 mm.
Jelenleg elterjedtebb a Postscript lapleíró nyelvben alkalmazott Pica-pont, amely az angolszász országokban ma is használt hüvelyk (1" = 2,54 cm) alapján 0,3527 mm-nem jön ki. Ebből az a megállapítás jön ki, hogy a Didot-rendszerbeli méretezés kissé nagyobb betűszemeket eredményez ugyanakkora pont-méretezés esetén.

### DIN 16507-2 szerinti fontméretek
| Fontméret [mm] | Fontmagasság [mm] | Fontmagasság [pt] |
| -------------- | ----------------- | ----------------- |
| 1.5            | 1.1               | 3.1               |
| 1.75           | 1.3               | 3.6               |
| 2.0            | 1.4               | 4.1               |
| 2.25           | 1.6               | 4.6               |
| 2.5            | 1.8               | 5.1               |
| 2.75           | 2.0               | 5.6               |
| 3.0            | 2.2               | 6.1               |
| 3.25           | 2.3               | 6.6               |
| 3.5            | 2.5               | 7.1               |
| 3.75           | 2.7               | 7.7               |
| 4.0            | 2.9               | 8.2               |
| 4.25           | 3.1               | 8.7               |
| 4.5            | 3.2               | 9.2               |
| 5.0            | 3.6               | 10.2              |
| 5.5            | 4.0               | 11.2              |
| 6.0            | 4.3               | 12.2              |
| 7.0            | 5.0               | 14.3              |
| 8.0            | 5.8               | 16.3              |
| 9.0            | 6.5               | 18.4              |
| 10.0           | 7.2               | 20.4              |
| 12.0           | 8.6               | 24.5              |
| 14.0           | 10.1              | 28.6              |
| 16.0           | 11.5              | 32.7              |
| 18.0           | 13.0              | 36.7              |
| 20.0           | 14.4              | 40.8              |
| 22.5           | 16.2              | 45.9              |
| 25.0           | 18.0              | 51.0              |
| 27.5           | 19.8              | 56.1              |
| 30.0           | 21.6              | 61.2              |
| 35.0           | 25.2              | 71.4              |

## Tipográfiai mértékegységek összehasonlítása

### Didot-rendszer
1 pouce (francia királyi hüvelyk) = 72 Didot-pont = 2,7067669 cm

1 Didot-pont = 1/2660 méter = 0,3759398496 mm

1 cicero = 12 Didot-pont = 4,511278195 mm

### Angol–amerikai rendszer (Postscript)
1" (hüvelyk) = 25,4 mm

1 pt (pont) = 1/72 hüvelyk = 0,3527 mm

1 pica = 12 pt = 4,233 mm

1 DTP vonás (line) = 6 pt = 2,117 mm

### A két rendszer egymáshoz viszonyítva
1 cicero = 1,06565627 pica

1 pica = 0,93838 cicero

1" (hüvelyk) = 5,6303 cicero

1 cicero = 0,17760937" (hüvelyk)

1 cm = 0,3937" (hüvelyk)

1 mil = 0,025 mm
A TEX-ben használt méretezés:

1 pont (TeX-pont) = 0,3514598035 mm = 1/72,27"

1 pica (TeX-pica) = 4,217517642 mm = 12 pt (TeX)

## Magyar írásjelek
A magyar tipográfia jellemző írásjelei az alábbiak (a sorok végén zárójelben a HTML-ben használható kódjaik):
- Idézőjelek:
  - „ – Nyitó idézőjel (lenti 99 formájú) (ANSI: 0132, UNICODE: 201E, &#8222;)
  - ” – Záró idézőjel (fenti 99 formájú) (ANSI: 0148, UNICODE: 201D, &#8221;)
- Belső idézetekhez (vö. Helyesírási és tipográfiai tanácsadó 289. lap; AkH.11 256.):
  - » – Nyitó belső idézőjel (>> formájú) (ANSI: 0187, UNICODE: 00BB, &#187;)
  - « – Záró belső idézőjel (<< formájú) (ANSI: 0171, UNICODE: 00AB, &#171;)
- Kiskötőjel, nagykötőjel, gondolatjel (lásd AkH.11 263., AkH.11 246., AkH.11 248. b), 250–252 stb. pontok):
  - Kiskötőjel/elválasztójel/diviz: -. Negyed kvirt (normál i betű) szélességű, szavakon belül használatos (elválasztás, szótagolás, hat szótagnál hosszabb többszörösen összetett szavak stb.). (Írása a számítógép billentyűzetéről közvetlenül lehetséges; ANSI: 045, UNICODE: 002D)
  - Nagykötőjel/félkvirtminusz: –. („Tól-ig” viszonyok kifejezésére, önálló szavak, számok összekapcsolására használatos: Budapest–Bécs távolság, 25–48. oldal stb. Tapadó írásjel, azaz előtte és utána nincs szóköz.)
  - Gondolatjel/kvirtminusz: –. (Felsorolások, párbeszédek szerkesztésére, tagmondatok, közbevetett megjegyzések elválasztására használatos. Nem tapadó írásjel, azaz előtte és utána szóköz áll.)

A nagykötőjelet és gondolatjelet többnyire n szélességű félkvirttel (ANSI: 0150, UNICODE: 2013, &#8211;)N vel, –) szedik; a helyesírási szabályzat újabb kiadása és a Szerkesztők és szerzők kézikönyve is ezt tükrözi. Korábban erre az m szélességű kvirtet (ANSI: 0151, UNICODE: 2014, &#8212;) használták. A magyar könyvkiadási gyakorlatban az az eljárás is előfordul (bár az újabb tipográfiai szokások ezt nem javasolják), amely vizuálisan is megkülönbözteti a nagykötőjelet (ekkor ezt a félkvirt – kötőjellel szedik) és a gondolatjelet (ezt a kvirt – kötőjellel írják).

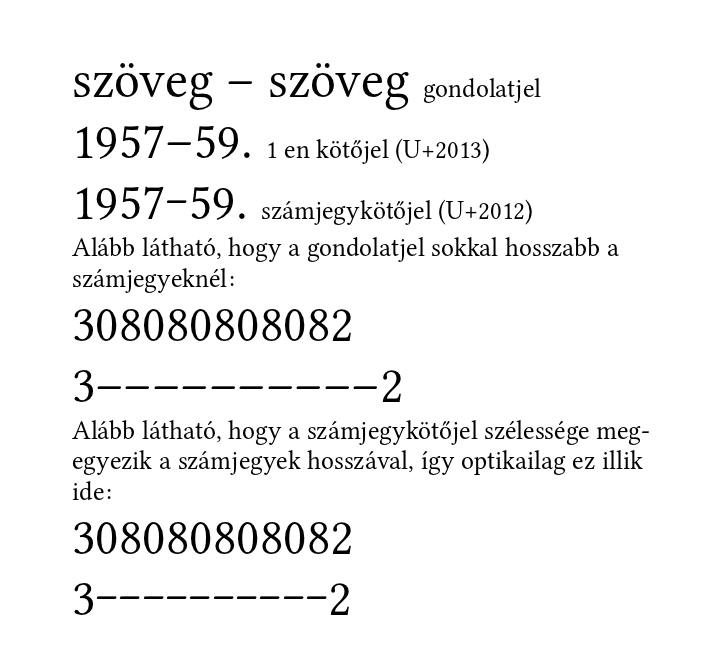
A számkötőjel és gondolatjel összehasonlítása

Számok között a számkötőjel (figure-dash, ‒, U+2012) alkalmazása indokolt, hiszen ezt a kötőjel-félét a számjegyek (a legszélesebb [0 vagy 8-as számjegy]) szélességéhez igazították. Értelemszerűen számjegyek közötti vízszintes közt nem a SPACE -szel, hanem a számjegyköz (U+2007) gliffel érdemes szedni.

## Híres tipográfusok, nyomdászok
- Misztótfalusi Kis Miklós
- Haiman György
- Heltai Gáspár
- Hess András
- Kner Izidor
- Kner Imre
- Kozma Lajos
- Lengyel Lajos
- Vladislav Rostoka (Rostoka László)
- Szántó Tibor
- Tevan Andor
- Virágvölgyi Péter